# Självläns
Självläns är en anordning på båtar för passiv transport av vatten ut ur båten. I dess enklaste form är självlänsen ett hål som ligger högre än vattenytan och på så sätt rinner vattnet ut med hjälp av gravitationen. Om det utrymme som ska tömmas på vatten ligger lägre än vattenlinjen kan man ta hjälp av det faktum att det bildas ett undertryck bakom båten när den rör sig framåt och på så sätt släppa ut det där. En variant på samma tema är att man har utfällbara luckor i botten på båten som har öppning bakåt. Problemet med att utnyttja det nämnda undertrycket är att båten inte kan tömmas på vatten om det går sakta och riskerar att ta in vatten om inte självlänsen stängs när båten ligger stilla.

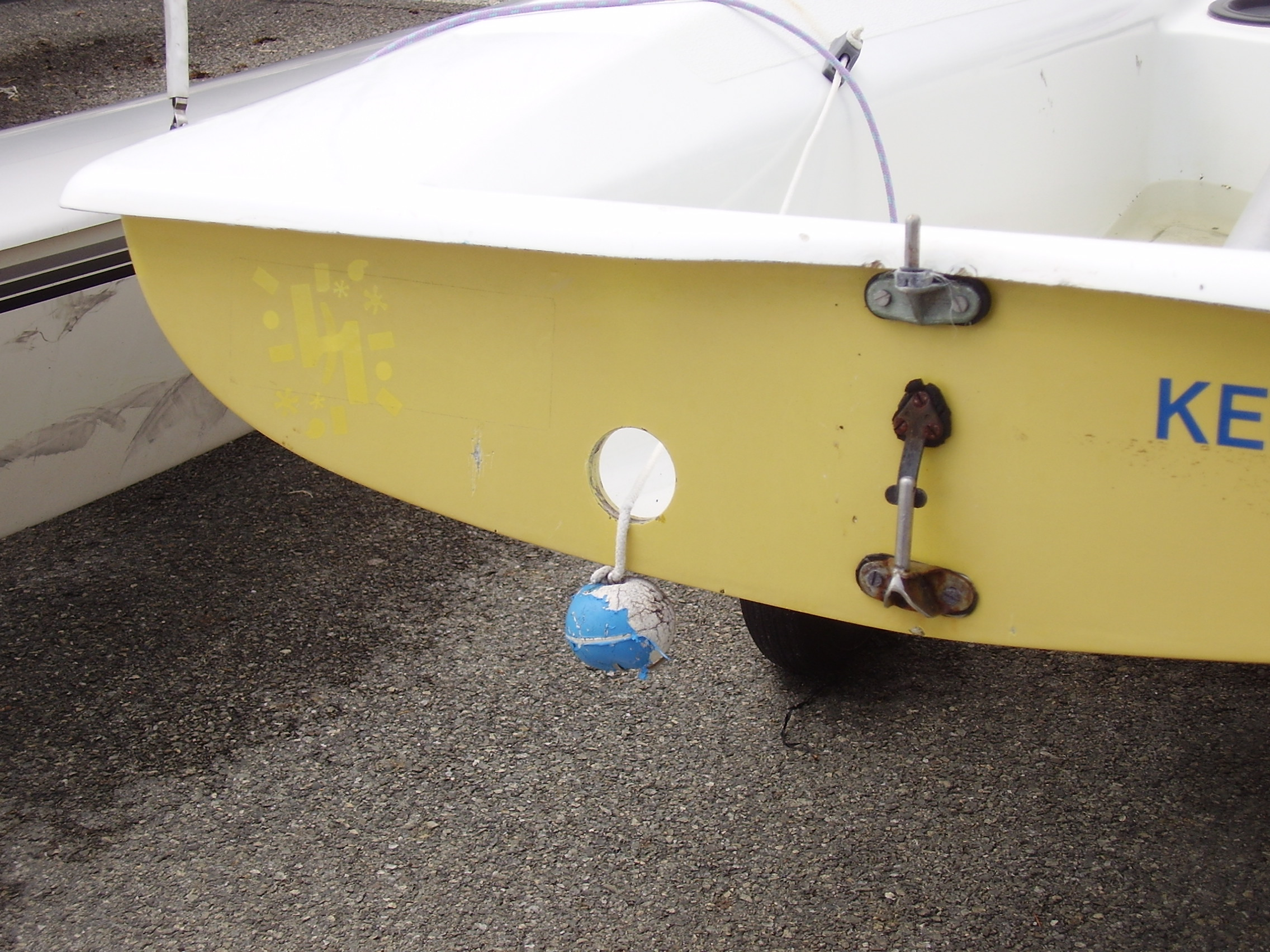
Självläns
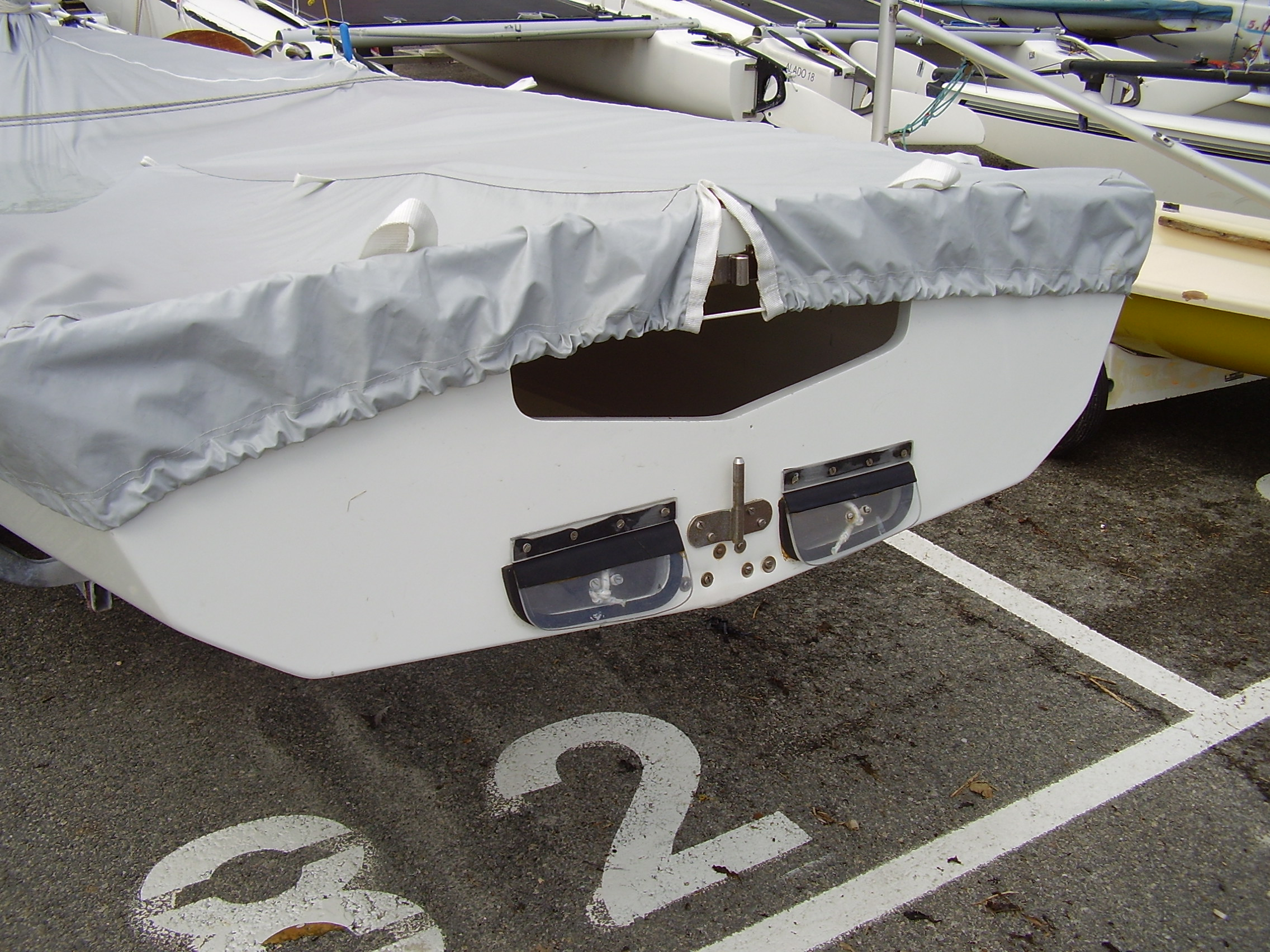
Självläns
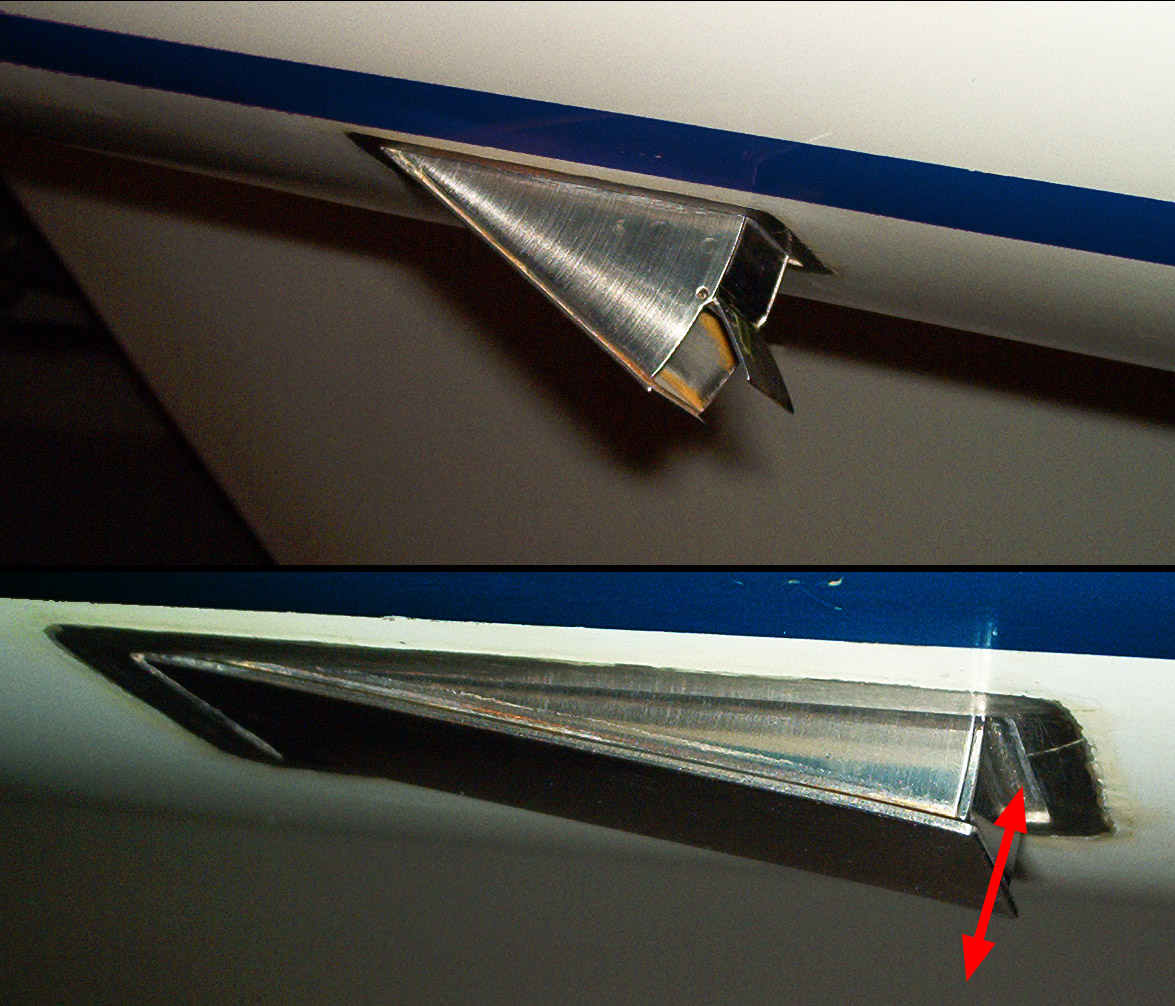
Självläns av den öppningsbara typen sedd från utsidan av båten
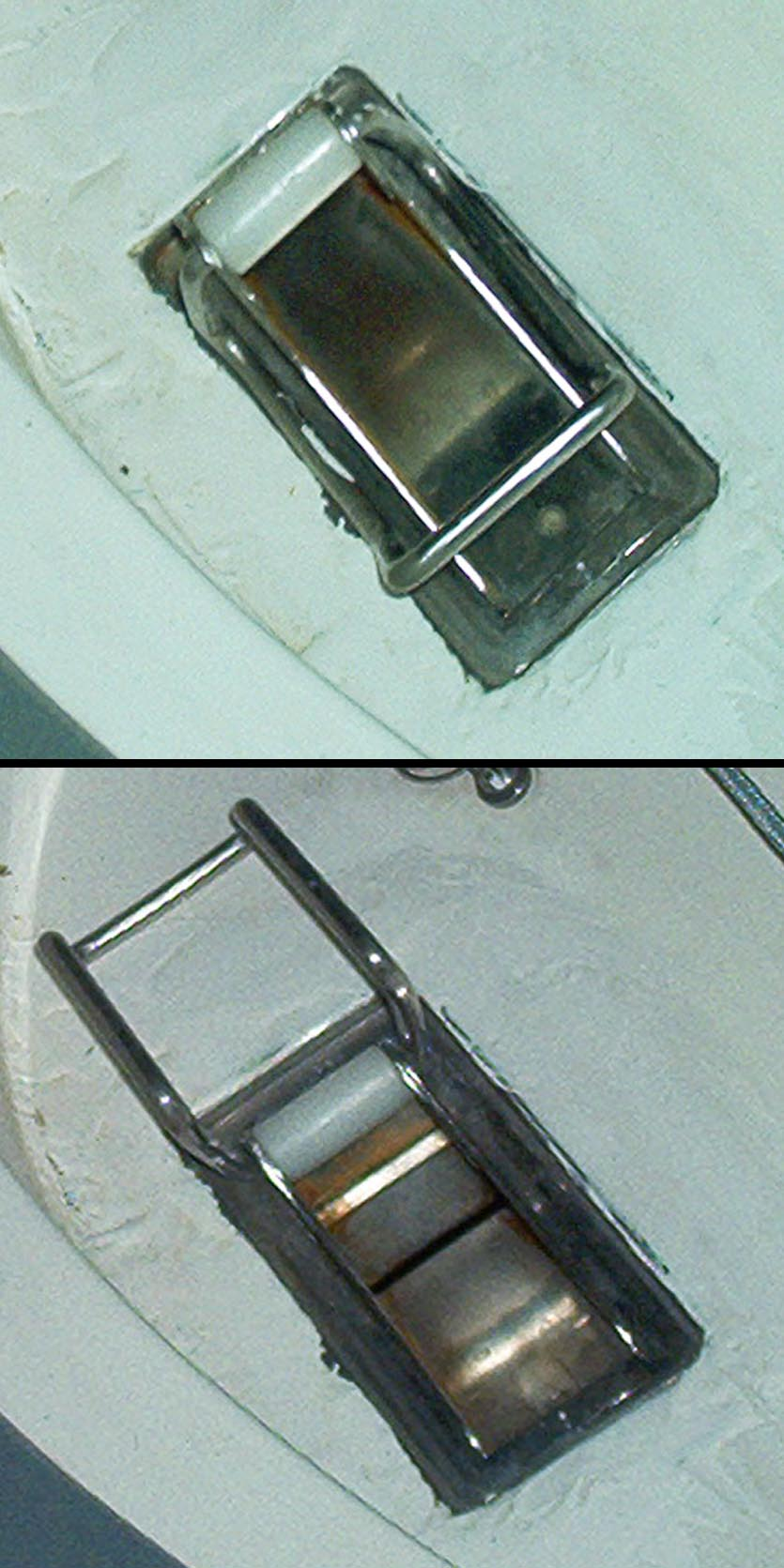
Självläns av den öppningsbara typen sedd från insidan av båten
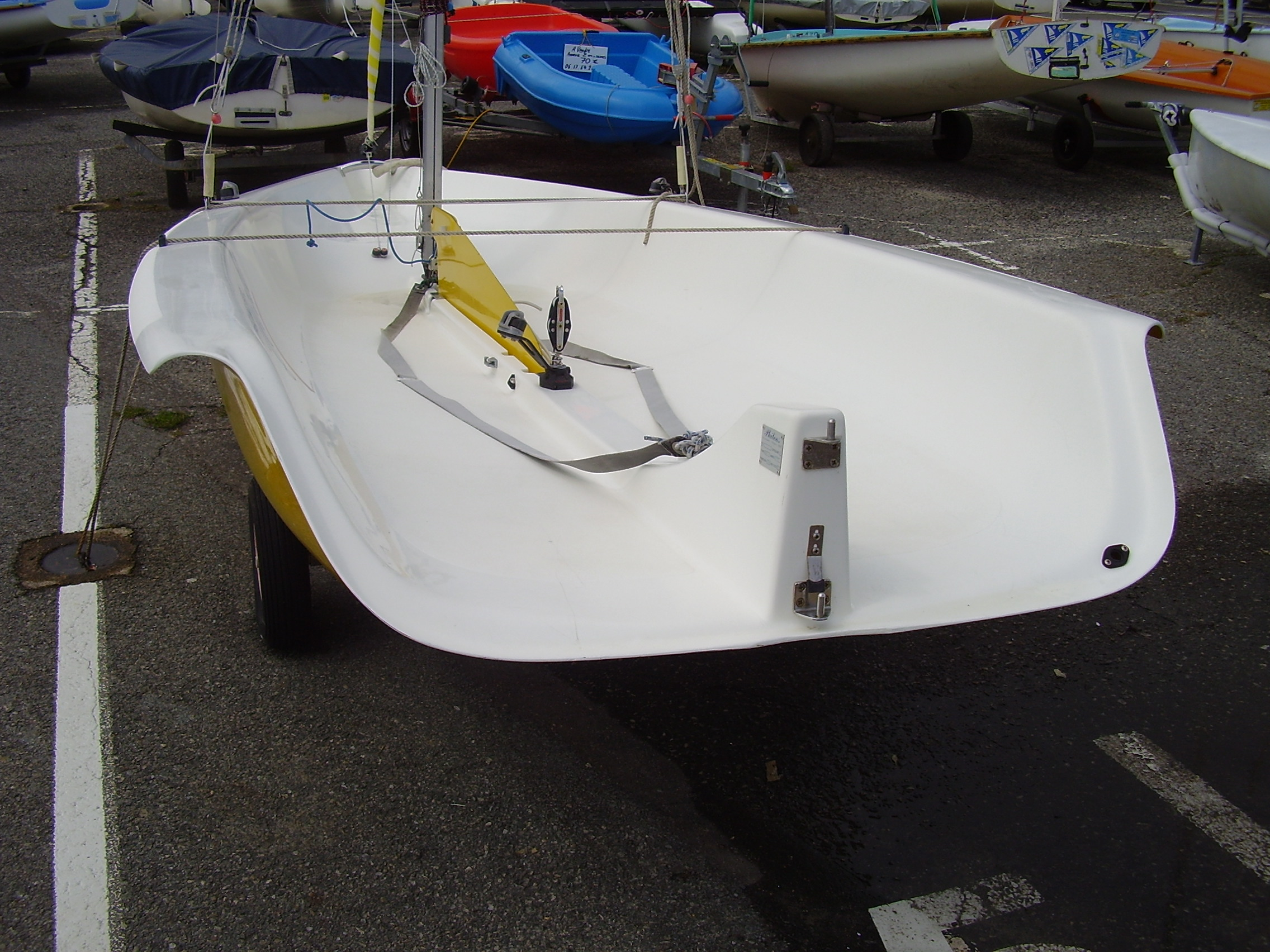
Självläns